# حارة الابرار (صنعاء)
حارة الابرار هي إحدى حارات حي معين بمديرية معين إحد مديريات العاصمة اليمنية صنعاء، بلغ تعداد سكانها 155 نسمة حسب تعداد اليمن لعام 2004.